# Национален природонаучен музей при БАН
Националният природонаучен музей при БАН е научен институт в София и най-богатият природонаучен музей на Балканския полуостров. В музея има над 1 милион екземпляра препарирани животни, растения и минерали. Експозициите включват повече от 400 вида бозайници, над 1200 вида птици, множество земноводни и влечуги, стотици хиляди насекоми и други безгръбначни, както и фосилни образци (кости, костни фрагменти и цели скелети). Изложена е голяма колекция от минерали и около 1200 вида хербарни образци от флората на България. Националният природонаучен музей е първият и най-богатият природонаучен музей на Балканския полуостров.

## История
Националният природонаучен музей е създаден през 1889 г. като Естествено-исторически музей на Княз Фердинанд. Експозицията е открита за посетители през 1907 г. Акад. д-р Иван Буреш, директор на музея от 1914 г. до 1947 г., го превръща в съвременен център на зоологията и ботаниката в България и основна част от Царските природонаучни институти. В периода 1959 – 1965 г. при ръководството на проф. Георги Паспалев музеят е затворен за посетители, а експозиционната му площ е силно редуцирана. Статутът му е сведен до секция „Музей“ на б. Институт по зоология на БАН с уредник орнитолога Николай Боев
Сградата на музея е разрушена през 1944 година при англо-американските бомбардировки над София.
Националният природонаучен музей е обособен през 1974 г. като самостоятелен институт при БАН. През 1995 г. на основата на колекциите на местния учител по биология Димитър Ковачев по инициатива на проф. Николай Спасов е създаден и Палеонтологичен музей в Асеновград, филиал на НПМ, който съхранява уникална колекция от изкопаеми бозайници.

## Дейности
Освен специализираната музейна дейност, свързана с обогатяването и поддържането на колекциите, научноизследователската работа на сътрудниците е свързана със съвременните международни и национални приоритети в областта на изучаване на биологичното разнообразие, геологията, екологията и опазването на околната среда. От 1989 г. музеят издава научното списание „Historia naturalis bulgarica“. НПМ е седалище на неправителствените организации Българско орнитологично дружество и Група за изследване и защита на прилепите.

## Структура
До 2007 г. музеят включва следните отдели:
- Рецентни и фосилни бозайници
- Рецентни и фосилни птици
- Рецентни и фосилни земноводни и влечуги
- Рецентни и фосилни риби
- Насекоми
- Ненасекомни безгръбначни животни
- Фосилни безгръбначни животни
- Растения и гъби
- Минерали и скали

През 2007 г. е извършено сливане на отделите в:
- Палеонтология и минералогия
- Ботаника
- Безгръбначни животни
- Гръбначни животни

### Директори
- Paul Leverkühn (1893 – 1905)
- H. Gretzer (1905 – 1914)
- Иван Буреш (1914 – 1947)
- Нено Атанасов (1947 – 1962) вкл. ръководител на секция „Музей“ на Института по зоология на БАН
- Георги Пешев (1962 – 1974) ръководител на секция „Музей“ в Института по зоология на БАН
- Иван Костов (1974 – 1988)
- Красимир Кумански (1989 – 1993)
- Петър Берон (1993 – 2005)
- Алекси Попов (2005 – 2011)
- Николай Спасов (2011 – 2020)
- Павел Стоев (2020 – )

## Експозиция
Експозицията на музея е разположена на четири етажа. Етаж 1 запознава посетителите с неживата природа, а именно разнообразието на скалите и минералите. Във витрините са експонирани 450 вида минерали, подредени на системен принцип. Показани са новите закономерности на образуването и вътрешния строеж на кристалите и са онаглдени физическите свойства на минералите. На втория етаж започва срещата с богатствата на живата природа. Третия предствавя разнообразието на съвременните бозайници. Изложени са едни от последните чистокръвни зубри, живели в Европа. Двуметровата изправена на задни лапи мечка от Рила е спчелила златен медал за най-голяма мечка на Международната ловна изложба в Берлин през 1937 г. Диорами пресъздават сцени от живота на едрите хищници в екваториалните гори на Америка и Азия.

### Изкопаеми животни и растения
Представена е геоложката история на Земята и еволюцията на организмовия свят. Показани са вкаменени останки от различни геоложки периоди. Гигантският амонит изложен в музея е на възраст около 84 милиона години.

### Риби
В музея са представени ихтиофауната и всички видове земноводни в България. Експонирани са всички основни видове и родове риби, обитаващи нашите сладководни води. Диорама представя живота в кораловите рифове на Карибско море.

### Птици
В тази част на експозицията се представя екзотичната авифауна чрез препарати на едри птици от всички континенти. Следват експонати, които показват почти всички разреди от съвременните птици, включително и техни български представители. Музеят е единственото място в България, където могат да се видят няколкостотин вида птици, вкл. и вече изчезнали от българската природа видове, като брадат лешояд (Gypaetus barbatus), момин жерав (Anthropoides virgo), както и видове, изчезнали или пред изчезване в света.
Колекцията от птици надхвърля 12 000 екз.